# Irish Museum of Modern Art

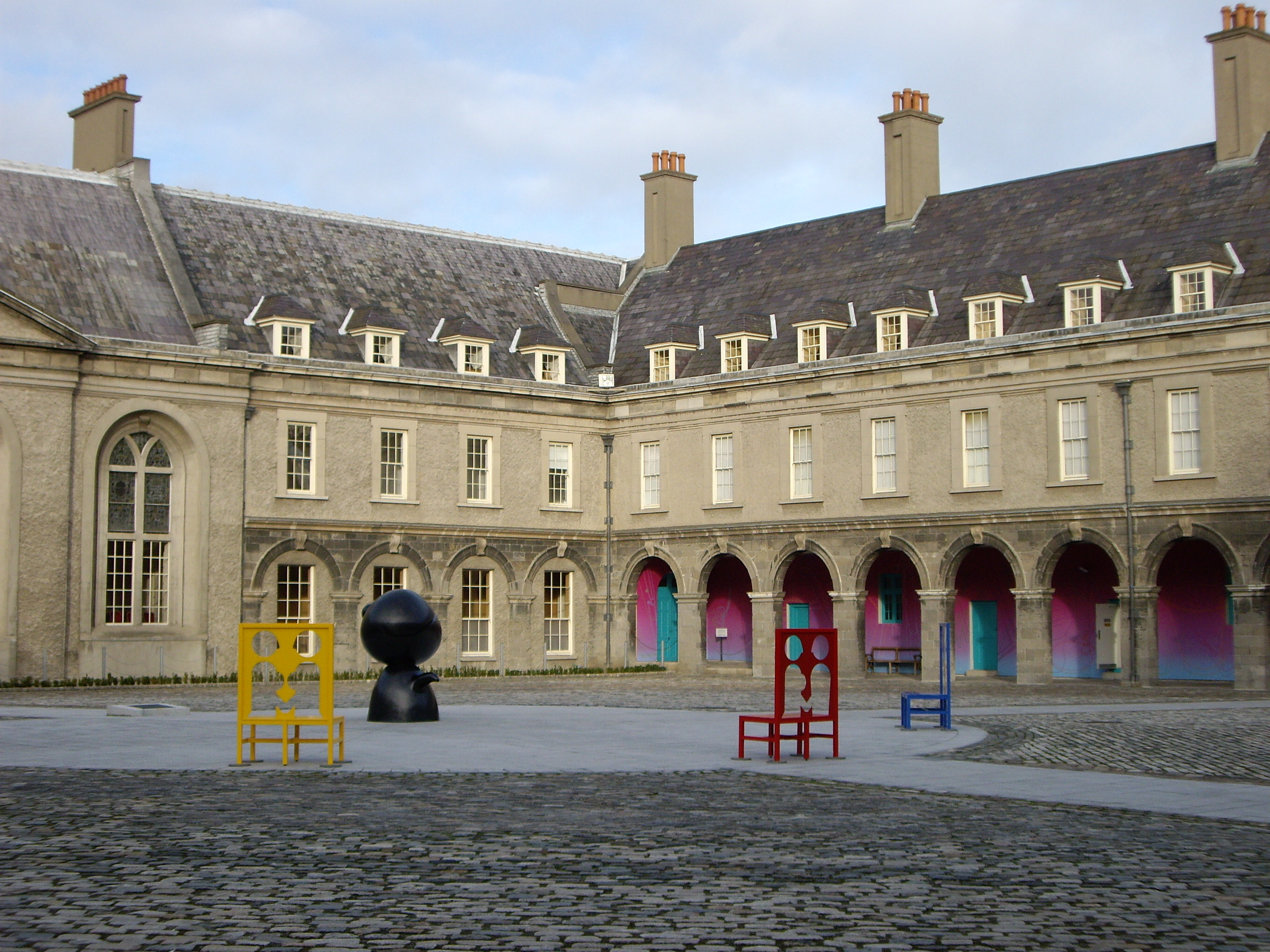
Das IMMA im Gebäude des Royal Hospital Kilmainham, Dublin

Das Irish Museum of Modern Art (IMMA; irisch: Áras Nua-Ealaíne na hÉireann; dt. Irisches Museum der Modernen Kunst) ist ein am 25. Mai 1991 in Dublin eröffnetes, nationales Museum für moderne und zeitgenössische Kunst mit Sitz im ehemaligen Gebäude des Royal Hospitals im Stadtteil Kilmainham. Der Gründungsbeschluss der Regierung war 1990 erfolgt.
Der Museumsvorstand setzt sich zusammen aus einer vom Minister für Kunst, Sport und Tourismus für eine Amtszeit von fünf Jahren bestimmten Chairperson, zurzeit Eoin McGonigal, und weiteren 14 Mitgliedern. Ursprünglich wurde das Museum von Declan McGonagle geleitet; sein Nachfolger und heutiger Direktor ist Enrique Juncosa, der bereits stellvertretender Direktor des Institut Valencià d’Art Modern und des Museo Nacional Centro de Arte Reina Sofía in Madrid war.